# Cadrezzate
Cadrezzate (lombardul: Cadregiaa) település Olaszországban, Varese megyében. Lakosainak száma 1842 fő (2018. január 1.). Cadrezzate Angera, Ispra, Osmate, Sesto Calende, Travedona-Monate és Brebbia községekkel határos.

## Népesség
A település népességének változása:

| 2017 | 1 848 |
| 2018 | 1 842 |